# Alecrim Futebol Clube

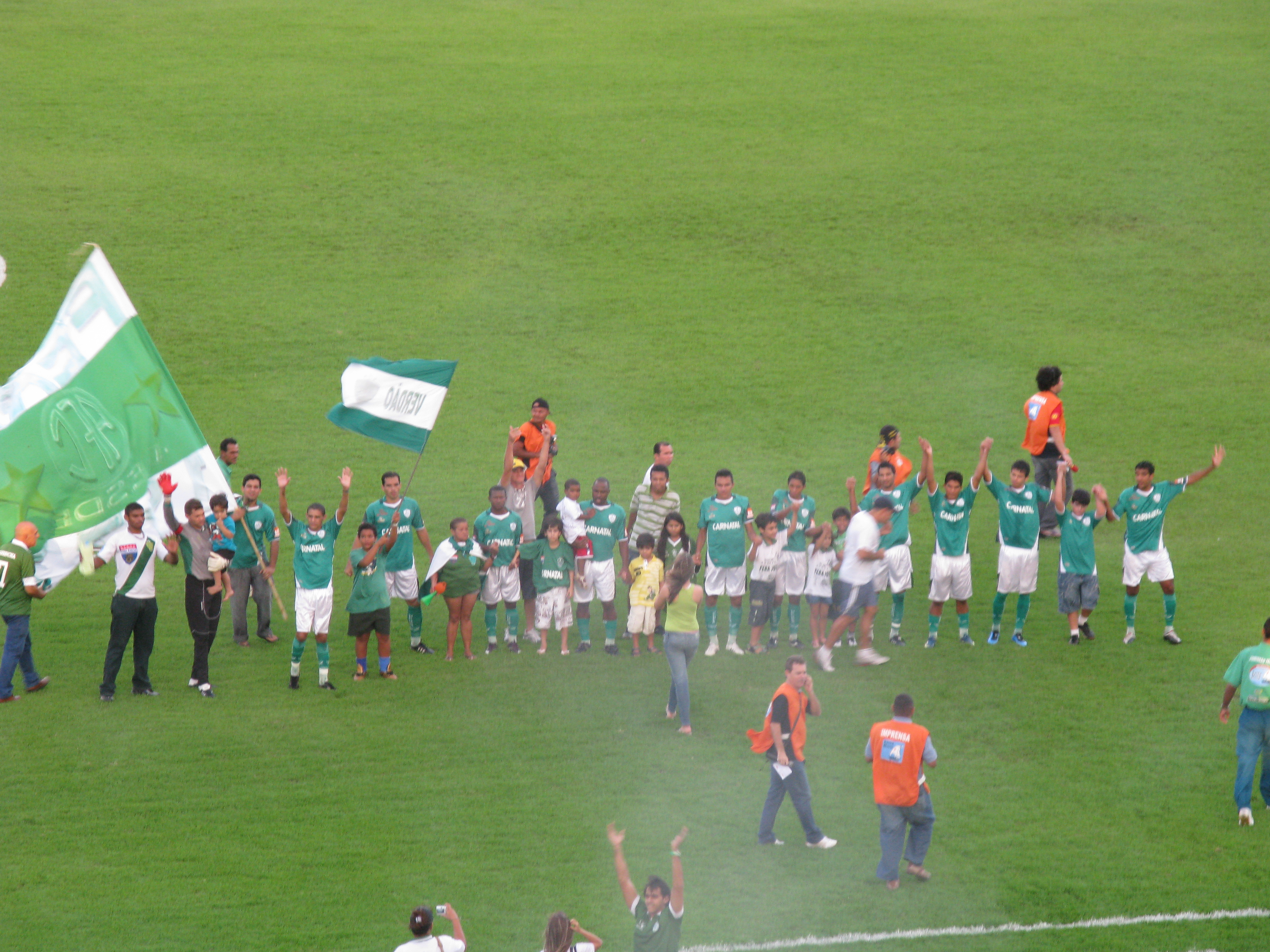
Alecrim Futebol Clube en la Série D de 2009.

El Alecrim Futebol Clube es un equipo de fútbol de Brasil que juega en el Campeonato Potiguar de Segunda División, la segunda categoría del estado de Río Grande del Norte.

## Historia
Fue fundado en el año 1915 en el barrio de Alecrim del municipio de Natal, capital del estado de Río Grande del Norte por un grupo de desempleados con el fin de ayudar a los pobres de manera desinteresada, donde se incluía a Café Filho, quien fue el portero del club y más tarde sería presidente de Brasil en la década de los años 1950.
Fue uno de los equipos fundadores del Campeonato Potiguar, donde fue campeón en dos ocasiones durante el periodo aficionado de la liga. Durante la década de los años 1960 el club era llamado como el Vengador de Río Grande del Norte por ser un equipo que vencía a los rivales de afuera del estado como el Rampla Juniors de Uruguay al que le quitó el invicto en una gira que realizaba el club uruguayo en el país.
Tras ser campeón estatal en 1964 logra la clasificación para el Campeonato Brasileño de Serie A de ese año, donde fue eliminado en la primera ronda por el Campinense Clube del estado de Paraíba, terminando en último lugar entre 22 equipos. Un año después vuelve a participar en el torneo nacional donde vuelve a ser eliminado en la primera ronda otra vez por el Campinense Clube del estado de Paraíba con marcador de 2-5, terminando en el lugar 19 entre 22 equipos.
Tras la reanudación de la liga el club es campeón estatal en 1968 de manera invicta, clasificando al desaparecido Torneo Norte-Nordeste donde terminó en undécimo lugar.
En 1972 es campeón del torneo inicio y clasifica por primera vez al Campeonato Brasileño de Serie B, donde fue eliminado en la primera ronda al terminar en cuarto lugar de su zona solo superando al Clube Ferroviário do Recife del estado de Pernambuco y termina en el lugar 18 entre 23 equipos.
En 1982 gana la copa estatal y logra clasificar por segunda ocasión al Campeonato Brasileño de Serie B de 1983, donde termina eliminado en la primera ronda al terminar en cuarto lugar entre cinco equipos solo por delante del Clube de Regatas Brasil del estado de Alagoas, finalizando en el lugar 38 entre 48 equipos. Luego de ganar el Campeonato Potiguar en 1986, ese mismo año logra la clasificación al Campeonato Brasileño de Serie A por tercera ocasión, donde terminó en último lugar de su grupo entre 10 equipos y terminó en el lugar 45 entre 80 equipos.
En 1988 participa en el Campeonato Brasileño de Serie C por primera vez, donde fue eliminado en la primera ronda al terminar en último lugar de su zona, terminando en el lugar 38 entre 43 equipos.
En 1995 vuelve a participar en una competición a escala nacional al clasificar al Campeonato Brasileño de Serie C, donde termina en último lugar de su grupo en la primera ronda y termina en el lugar 104 entre 108 equipos luego de hacer solo un punto.
A nivel estatal el club no conseguía títulos, pero en la temporada 2009 participa en la primera edición del Campeonato Brasileño de Serie D luego de que varios equipos del estado desistieron de participar, con lo que es el primer equipo del estado de Río Grande del Norte que compite en la cuarta división nacional, en una temporada en la que supera la primera ronda al terminar en segundo lugar de su zona, en la segunda ronda vence 2-1 al Central Sport Club del estado de Pernambuco y en la tercera ronda elimina al Club Sportivo Sergipe del estado de Sergipe con marcador de 4-3. En la ronda de cuartos de final elimina al Uberaba Sport Club del estado de Minas Gerais 2-1 y pierde en las semiifinales contra el Sao Raimundo del estado de Pará 3-5, pero le alcanza para ser uno de los cuatro equipos que por primera vez consiguen el ascenso al Campeonato Brasileño de Serie C para la temporada 2010.
En la tercera división nacional solo estuvieron una temporada luego de terminar en último lugar de su grupo entre cinco equipos descendiendo por diferencia de goles y terminar en el lugar 17 entre 20 equipos, regresando al Campeonato Brasileño de Serie D para la temporada 2011. En la cuarta división es eliminado en la primera ronda al terminar en cuarto lugar de su zona entre cinco equipos solo superando en la zona al Clube Atlético do Porto del estado de Pernambuco, finalizando en el puesto 28 entre 40 equipos.
En 2015 participa por primera vez en la Copa de Brasil luego de terminar en tercer lugar del Campeonato Potiguar, donde es eliminado en la primera ronda por el Tupi Football Club del estado de Minas Gerais por 0-2.

## Palmarés
- Campeonato Potiguar: 7

1924, 1925, 1963, 1964, 1968, 1985, 1986
- Campeonato Potiguar - Segunda División: 1

2022
- Torneo Inicio de Río Grande del Norte: 4

1926, 1961, 1966, 1972
- Copa Ciudad de Natal: 3

1979, 1982, 1986
- Torneo Incentivo: 3

1976, 1977, 1978

## Jugadores

### Jugadores destacados
- Garrincha